# Augur Au-12m

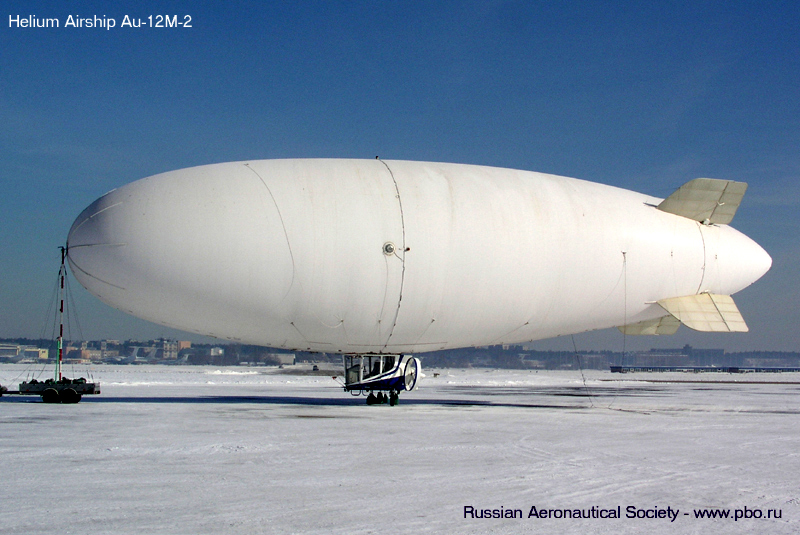
Au-12m

Augur Au-12m (russisch Авгуръ Au-12м) ist ein zweisitziges multifunktionelles Klein-Prallluftschiff der russischen Firma Augur Luftfahrtsysteme. Es wird auch von der Tochterfirma RosAeroSystems vertrieben.

## Allgemeines
Zwei dieser Schiffe sollen zur Verkehrsüberwachung in Moskau dienen.
Das Heckleitwerk hat eine X-Anordnung. Es besteht aus einem mit Gewebe und Folie bespannten Rahmen. Die Ruder werden mit einer Fly-by-wire-Steuerung bedient. Im Gegensatz zu den meisten anderen Prallluftschiffen wird nur ein Ballonett verwendet, das bis zu 25 Prozent des Hüllenvolumens einnehmen kann. An der linken Seite befindet sich ein Überdruckventil an der Hülle, das sowohl automatisch arbeitet, als auch manuell bedient werden kann.
Die Bugverstärkung besteht aus einer achtstrahligen Verstärkung und einem Festmachpunkt für den Ankermast.

## Geschichte
Quellen zu den Einsätzen sind teilweise widersprüchlich:
- 19. Juli 2003 Bilder von der Teilnahme des Au-12 an der Luftfahrtschau MAKS 2003
- 15. Juli 2004 Bilder von Testflüge des Au-12
- 20. September 2004 Pressemeldung zum Jungfernflug Au-12m
- 16.–21. August 2005 Teilnahme des Au-12m an der Luftfahrtschau MAKS 2005

## Technik Au-12m
- Volumen: 1250 m³
- Leergewicht: 780 kg
- Länge: 34 m
- größter Durchmesser 8,47 m
- maximale Flughöhe: 1500 m
- Höchstgeschwindigkeit: 100 km/h
- Reisegeschwindigkeit: 50–90 km/h
- Antrieb: ein Rotax-912-ULS-Motor, 4-Takt-4-Zylinder mit 73,5 kW und 1352 cm³ Hubraum, der über Treibriemen zwei schwenkbare ummantelte vierflügelige Luftschrauben antreibt
- max. Flugdauer: 6 h
- Reichweite: 350 km
- Besatzung: 1 Pilot
- Nutzlast: 1 Passagier + 65–130 kg
- Fahrwerk: ein selbstausrichtendes Teleskoprad unter der Gondel